# Алтындаг
Алтында́г — культурный и исторический центр, один из наиболее значимых районов Анкары.
31 % площади района состоит из горнистой местности, 6 % —равнинной и 3 % холмистой местности. В районе преобладает континентальный климат с холодной и дождливой зимой, а также с сухим и жарким летом.

## Культура
В Алтындаге находится множество крупнейших и наиболее важных музеев Турции, особенно Музей анатолийских цивилизаций. Государственный музей живописи и скульптуры Анкары содержит множество работ скульпторов и художников, особенно республиканского периода.
Здание Первого Великого национального собрания Турции использовалось в качестве Музея войны за независимость Турции, а здание Великого национального собрания — как Республиканский музей. Музей Ченгелхана Рахми Коча, расположенный в историческом здании Ченгел Хан, является одним из немногих промышленных музеев в мире. Дом, в котором Мехмет Акиф Эрсой жил и написал Государственный гимн, расположенный в историческом районе Хамамёню, сегодня является его домом-музеем.
Монумент Победы в Улусе был заказан газетой Yeni Gün в 1925 году в память о героях Войны за независимость Турции. Статуя, заказанная в 1925 году австрийскому художнику Генриху Криппелю, занявшему первое место на международном конкурсе, организованном правительством Турции, была отлита на предприятии United Mining Enterprises в Вене и установлена перед зданием штаб-квартиры Sümerbank в Улусе.
Мечеть Хаджи Байрам — один из символических зданий Анкары. Была построена в 1427 году. Рядом с мечетью расположены гробница Хаджи Байрама и памятник Анкиранум.